# 10354 Guillaumebudé
10354 Guillaumebudé là một tiểu hành tinh vành đai chính với chu kỳ quỹ đạo là 2107.5333781 ngày (5.77 năm).
Nó được phát hiện ngày 27 tháng 1 năm 1993.